# Apple Arcade
Apple Arcade ist ein Abonnementdienst für Computerspiele, der am 25. März 2019 von Apple Inc. angekündigt wurde. Er ist seit dem 19. September 2019 auf iOS, iPadOS, macOS und tvOS verfügbar. Derzeit sind über 200 Titel im Abonnementdienst abrufbar und es erscheinen regelmäßig neue Spiele, welche zusätzlich alle mit einem Gamepad spielbar sind.

## Features
Der Service kostet monatlich 6,99 Euro, ein erster Probemonat ist kostenlos. Im Abonnement bekommt man Zugriff auf über 200 Titel, die unbegrenzt, auch offline, gespielt werden können. Die Spiele zeichnen sich unter anderem dadurch aus, dass auf In-App-Käufe, Werbung im Spiel und sogenannte Mikrotransaktionen verzichtet wird. Spielstände werden über iCloud mit allen verknüpften Geräten synchronisiert. Das Abonnement kann auch mit der Apple-Familienfreigabe mit bis zu sechs Familienmitgliedern geteilt werden.